# Contea di Xincai
La contea di Xincai (新蔡县S, Xīncài XiànP) è una contea della Cina, situata nella provincia di Henan e amministrata dalla prefettura di Zhumadian.